# Manuela Malsiner
Manuela Malsiner (* 15. Dezember 1997 in Sterzing, Südtirol) ist eine ehemalige italienische Skispringerin. Ihre jüngeren Schwestern Lara und Jessica sind ebenfalls Skispringerinnen.

## Werdegang
Malsiner, die für den SC Gardena startete, gab ihr internationales Debüt bei FIS-Junioren-Springen in Baiersbronn im Februar 2011. Nach einem 17. Platz dort startete sie als 13-Jährige im August in Bischofsgrün erstmals im Skisprung-Continental-Cup. Als 52. und 43. verpasste sie dabei jedoch eine vordere Platzierung deutlich. Bei den Nordischen Junioren-Skiweltmeisterschaften 2012 im türkischen Erzurum sprang Malsiner auf den 13. Platz im Einzelspringen.
Im Sommer 2012 sprang sie bei zwei Springen in Villach im Rahmen des FIS-Cup und erreichte dabei einen sechsten und einen siebenten Platz. Daraufhin bekam sie einen festen Startplatz im Alpencup, wo sie bereits im ersten Springen in Pöhla als Dritte aufs Podium springen konnte. In Einsiedeln erreichte sie mit Platz zwei ihr bis dahin bestes Einzelergebnis.
Nachdem Malsiner Mitte Dezember in Winterberg zweimal unter die besten zehn springen konnte, bekam sie am 4. Januar 2013 in Schonach im Schwarzwald einen Startplatz für die Qualifikation zum Skisprung-Weltcup, nachdem sie vor Beginn der Saison nur im B-Kader gelandet war. Nach einem 43. Platz in der Qualifikation wurde sie im Wettbewerb am Ende 52. Eine Woche später verpasste sie in Hinterzarten als 32. und 33. die Punkteränge jeweils nur knapp. Bei den Nordischen Junioren-Skiweltmeisterschaften 2013 in Liberec erreichte sie im Einzel Rang 35 und konnte so nicht an ihre aufsteigenden Leistungen anknüpfen.
Am 17. Februar 2013 gelang es Malsiner erstmals, beim Weltcup-Springen in Ljubno als 25. ihre ersten sechs Weltcup-Punkte zu gewinnen. Eine Woche später wurde sie beim Einzelspringen von der Normalschanze bei den Nordischen Skiweltmeisterschaften 2013 im Val di Fiemme 29., bevor sie die Saison 2012/13 mit einem 35. Platz in Trondheim und als 51. der Gesamtwertung beendete.
Im Sommer 2013 startete Malsiner erstmals im Sommer-Grand-Prix. Sie gab ihr Debüt am 26. Juli in Hinterzarten und belegte den 32. Platz, womit sie die Punkteränge verpasste. Bei ihrem zweiten Start am 15. August in Courchevel holte sie dann ihre ersten Punkte als 28. In der Weltcup-Saison 2013/14 konnte sie regelmäßig unter die besten 30 springen. Ihr bestes Weltcup-Saisonergebnis war Platz 18 in Zaō. Mit 58 Punkten belegte sie Rang 36 im Gesamtweltcup. Bei den Nordischen Junioren-Skiweltmeisterschaften 2014 in Val di Fiemme sprang sie auf Platz 19 im Einzelwettbewerb. Am 21. März 2014 stürzte Malsiner im Training für das Weltcup-Finale in Planica und kugelte sich dabei die linke Schulter aus. Etwa ein halbes Jahr später zog sie sich beim Training zum Alpencup in Seefeld einen Kreuzbandriss zu. Malsiner verpasste daraufhin die komplette Folgesaison 2014/15.
Ihr Comeback gab sie am 9. und 10. Januar 2016 im Rahmen des Alpencups in Žiri. Nach weiteren Starts bei Alpencup-Springen in Oberwiesenthal kehrte sie am 30. Januar 2016 in Oberstdorf in den Weltcup zurück. Bei den Nordischen Junioren-Skiweltmeisterschaften 2016 im rumänischen Râșnov sprang sie auf Platz 18 im Einzelwettbewerb und mit der italienischen Mannschaft auf den neunten Rang.
In der Saison 2016/17 erreichte Malsiner ihren ersten Top-Ten-Platzierungen im Weltcup. Mit einem zweiten Platz hinter Yūki Itō beim Wettbewerb in Zaō am 20. Januar 2017 erreichte sie ihre erste Podestplatzierung. Am 1. Februar 2017 wurde sie in Park City Junioren-Weltmeisterin vor Ema Klinec und Nika Križnar im Einzelwettbewerb auf der Normalschanze. Im Mannschaftswettbewerb wurde sie Fünfte. Noch im selben Monat nahm sie in Lahti zum zweiten Mal an den Nordischen Skiweltmeisterschaften teil. Dabei belegte sie den 15. Rang im Einzel- und den siebten Rang im Mixed-Teamwettbewerb. Am Ende der Saison belegte sie mit 298 Punkten den 15. Platz im Gesamtweltcup und erzielte damit das bisher beste Ergebnis ihrer Karriere.
Die Ergebnisse der Vorsaison konnte sie im Weltcup 2017/18 nicht bestätigen. Es blieb mit Rang neun in Zaō bei einem Top-Ten-Ergebnis bei einem Einzel-Weltcupspringen. Bei den Olympischen Winterspielen 2018 in Pyeongchang belegte sie im Einzelwettbewerb auf der Normalschanze den 18. Rang.
Nach anhaltenden gesundheitlichen Problemen gab Malsiner im Mai 2021 ihr Karriereende bekannt.

## Statistik

### Weltcup-Platzierungen
| Saison  | Platz | Punkte |
| ------- | ----- | ------ |
| 2012/13 | 51.   | 006    |
| 2013/14 | 36.   | 058    |
| 2015/16 | 40.   | 022    |
| 2016/17 | 15.   | 298    |
| 2017/18 | 21.   | 150    |
| 2019/20 | 51.   | 001    |

### Grand-Prix-Platzierungen
| Saison | Platz | Punkte |
| ------ | ----- | ------ |
| 2013   | 34.   | 033    |
| 2016   | 24.   | 025    |
| 2017   | 11.   | 130    |
| 2018   | 37.   | 013    |
| 2019   | 40.   | 006    |